# 中野昌康
中野昌康（なかの まさやす、1931年(昭和6年)12月21日 - ）は、日本の 医師、微生物学者（細菌学、ウイルス学、免疫学）、慶應義塾大学医学博士、国際エンドトキシン学会会長、自治医科大学名誉教授。

## 人物

### 出生 経歴
- 山口県豊浦郡豊田町殿敷(現,山口県下関市豊田町殿敷)[1]に豪商中野宣治の次男として生まれる[2]。中野家は、遡ること平安時代の貴族藤原秀郷の末裔であり、鎌倉時時代は源頼朝の家臣であり、安土桃山時代は毛利元就の三男小早川隆景の家臣となった[2][3]。幕末には、大庄屋格たる中野半左衛門（地域の最高位の役人、政商）が、防長二州の浚渫通船の大事業を完成、萩藩宗家（長州藩本藩）の命により薩摩と長州の貿易を支配、赤間関街道(北道筋)の西市本陣を任せられる[4][5][6][7] 。また、中山忠光卿（明治天皇の叔父）、宍戸真澄（萩藩の重臣）、高杉晋作（奇兵隊主将）など明治維新を成し遂げた人物の政治的財政的支援をしたなどの長州藩の名家であった[2][7][8][9]。
- 慶應義塾大学医学部卒業後、同大学大学院医学研究科に入学、細菌学を専攻する。慶應義塾大学大学院医学研究科及び同大学助手時代には、牛場大蔵（同大学第8代医学部長）、斎藤和久（同大学名誉教授）、北里武次郎（北里柴三郎の子息）、野村達次（実験動物中央研究所創立者）らと共に、研究、論文を発表[10][11]。
- その後、渡米。他種の抗生物質を発見、抗生物質（antibiotics）という名称自体を初めて考案、また結核に初めて有効な抗生物質 (ストレプトマイシン)を発見した功績によりノーベル生理学・医学賞を受賞(1952年度)したセルマン・ワクスマンが設立した微生物学研究所に入所[12]。
- その間、ワクスマン微生物学研究所の助教授となる[1]。
- 帰国後、慶應義塾大学に復職、島村忠勝（カテキン命名者[13]、日本カテキン学会創立者[14]）、内山竹彦（東京女子医科大学教授）、田辺將夫（琉球大学医学部教授）、斎藤和久らと共同研究[15]。
- 自治医科大学の創設、開学に携わり、微生物学教室を新設（初代教授）。
- 以降同大学の創生期から約25年間、研究者として教鞭を執り、書籍論文の執筆発表、学会研究会の開催要職その他同大学と共に歩み、定年退職。
- 自治医科大学時代の主な要職としては、日本細菌学会関東支部の総会長[16]を務め、主な書籍としては、竹田美文（東京大学医科学研究所教授）、吉川昌之介（東京大学医科学研究所教授）と共に編集した『医学細菌学』(１巻,２巻,３巻,４巻,５巻）[17]がある（三輪谷俊夫(大阪大学名誉教授)監修、Wikipedia ウイルス 参考文献の一冊）。
- 欧米との交流では、エンドトキシン(内毒素)の研究の中で、ドイツを代表するエンドトキシン研究者の第一人者[18]と知られたErnst Theodor Rietschel博士（ボルステル研究所長）[19]との交流、[20][18][21]Alois H. Nowotny教授（University of Pennsylvania）やHerman Friedman教授（University of South Florida）の交流[22][23][24]の中で、国際エンドトキシン学会の設立に関与（発起人、設立委員）[25]、後に会長に就任[26]。
- 定年退職後は、同大学名誉教授。
- 後進には、同大学附属病院臨床感染症センター長の平井義一、国立国際医療研究センター感染症制御研究部長の切替照雄 [27]、京都大学大学院医学研究科教授の齋藤ゆみ [28]等がいる。

### 略歴
- 1957年03月 慶應義塾大学医学部卒業
- 1958年04月 慶應義塾大学大学院医学研究科入学（細菌学専攻）
- 1962年03月 慶應義塾大学大学院医学研究科修了
- 1962年04月 慶應義塾大学助手（微生物学）
- 1962年09月 医学博士（慶應義塾大学）取得
- 1964年04月 アメリカ ラトガース大学 微生物学研究所 所員
- 1966年04月　同大学　微生物学研究所 助教授
- 1967年09月 慶應義塾大学医学部　復職
- 1969年06月 日本リンパ網内系学会 評議員
- 1973年04月 自治医科大学教授
- 1973年09月 自治医科大学 初代(第一代目)微生物学講座（細菌学、ウイルス学、免疫学）現,医学部細菌学部門 教授
- 1980年04月　同大学　組み換えDNA実験安全委員会 委員長
- 1984年04月 第52回実験結核研究会総会 総会長
- 1988年05月 国際エンドトキシンシンポジウム開催 世話人
- 1988年05月 国際エンドトキシンシン学会 設立総会(IES 現,IEIIS) 役員（初代会長、Alois H. Nowotny ペンシルバニア大学教授）
- 1987年01月 日本免疫学会 評議員
- 1987年06月 日本網内系学会 理事
- 1990年07月 第37回毒素シンポジウム 世話人
- 1991年01月 日本細菌学会 理事（後に名誉会員）
- 1991年06月 日本学術会議 第15期免疫・感染症研究連絡委員会委員(連携会員)委嘱
- 1991年06月 文部省科学研究費 審査員委嘱
- 1991年06月 日本医学会 代議員
- 1991年11月 第66回日本細菌学会関東支部総会 会長
- 1992年05月 日本リンパ網内系学会 総会会長
- 1994年06月 日本学術会議 第16期免疫・感染症研究連絡委員会委員(連携会員)委嘱
- 1994年08月 国際エンドトキシン学会 会長
- 1995年04月 自治医科大学実験医学 センター長
- 1995年04月 北里研究所 客員部長
- 1996年03月 自治医科大学 退職
- 1996年10月　同大学 客員教授
- 1996年10月 厚生省（現,厚生労働省）地方指導医療官
- 1996年12月 日本リンパ網内系学会 名誉会員
- 1997年03月 第70回日本細菌学会総会 会長
- 1997年05月 自治医科大学 名誉教授
- 1997年09月 日本エンドトキシン研究会（現,日本エンドトキシン･自然免疫研究会）会長（後に名誉会員）

## 受賞・学職

### 受賞
- 1962年 慶應義塾大学 医学博士号 授与
- 1971年 慶應義塾大学 北島賞（故北島多一を記念した賞）受賞（三方淳男 共同受賞）
- 1985年 大山健康財団 学術研究助成金受贈
- 1987年 内藤記念科学振興賞
- 1996年 ワックスマン財団助成金

### 学職
- 1984年04月 第52回実験結核研究会総会　主催
- 1988年05月 国際エンドトキシンシンポジウム　世話人
- 1990年07月 第37回毒素シンポジウム　世話人
- 1991年11月 第66回日本細菌学会関東支部総会　総会長
- 1992年05月 第32回日本網内系学会（現,日本リンパ網内系学会）総会　総会長（名誉総会長 中尾喜久）
- 1996年10月 第04回国際エンドトキシン学会（現,国際エンドトキシン.自然免疫学会） 会長
- 1997年03月 第70回日本細菌学会総会　総会長

## 所属学会・研究会・組織（役職）
- 日本細菌学会 （理事・名誉会員）
- 日本リンパ網内系学会 （理事・名誉会員）
- 日本エンドトキシン研究会(現、日本エンドトキシン･自然免疫研究会)　（会長・名誉会員）
- International Endotoxin Society -IES- (現,International Endotoxin and Innate Immunity Society -IEIIS-)　（President・Honorary Life Membership）　国際エンドトキシン学会(現、国際エンドトキシン・自然免疫学会) （会長・名誉会員）
- 日本免疫学会 （評議員）
- 日本医学会 （代議員）
- 実験結核研究会
- 日本ワックスマン財団

## 主な著書・関連書
- 中野昌康ほか 執筆『免疫ネットワーク』医学書院〈新免疫学叢書〉、1983年、173頁。ISBN 4782000650。 NCID BN02258968。2021年3月8日閲覧。
- 中野昌康ほか 編『医学細菌学 (1巻)』菜根出版、1986年、436頁。ISBN 4782000650。 NCID BN00860627。国立国会図書館 東京本館 2021-03-15閲覧 エラー: 閲覧日が正しく記入されていません。。
- 中野昌康; 竹田美文; 吉川昌之介 編『医学細菌学 (2巻)』菜根出版、1987年、442頁。ISBN 4782000707。 NCID BN00860627。国立国会図書館 東京本館 2021-03-15閲覧 エラー: 閲覧日が正しく記入されていません。。
- 中野昌康; 竹田美文; 吉川昌之介 編『医学細菌学 (3巻)』菜根出版、1988年、358頁。ISBN 478200074X。 NCID BN00860627。国立国会図書館 東京本館 2021-03-15閲覧 エラー: 閲覧日が正しく記入されていません。。
- 中野昌康; 竹田美文; 吉川昌之介 編『医学細菌学 (4巻)』菜根出版、1989年、364頁。ISBN 4782000774。 NCID BN00860627。国立国会図書館 東京本館 2021-03-15閲覧 エラー: 閲覧日が正しく記入されていません。。
- 中野昌康; 竹田美文; 吉川昌之介 編『医学細菌学 (5巻)』菜根出版、1990年、323頁。ISBN 4782000820。 NCID BN00860627。国立国会図書館 東京本館 2021-03-15閲覧 エラー: 閲覧日が正しく記入されていません。。
- 『シアノバクテリアの大量培養システムの開発と医薬品開発への応用』文部省科学研究費補助金研究成果報告書、1991年。2021年3月9日閲覧。
- 『細菌毒素の宿主細胞に対する作用の分子機構』文部省科学研究費補助金研究成果報告書、1992年。2021年3月9日閲覧。

- 『エンドトキシン』講談社、1995年、327頁。ISBN 4061536389。2021年3月9日閲覧。

- 『医学微生物学の最先端』菜根出版、1997年、282頁。ISBN 4782001282。 NCID BA3023066X。2021年3月9日閲覧。
- 斎藤ゆみ; 切替照雄; 中野昌康 共著『介護と看護のための感染症予防 : 安心できる医療や福祉のために』紀伊国屋書店、2001年、194頁。ISBN 4782001533。 NCID BA52578175。2021年3月9日閲覧。

## 主な原著論文(和文のみ)
- 牛場大蔵、斎藤和久、秋山武久、中野昌康、杉山太規子「各種系統マウスの腸炎菌感染に対する感受性、及びそれに対する免疫前処置効果の検討」『実験動物彙報』第8巻第4号、1959年、110-117頁、doi:10.1538/expanim1957.8.4_110。
- 中野昌康、斎藤和久、沖津富士夫、牛場大蔵「実験チフス症における内毒素の意義について:I. 腸炎菌各種変異株からの内毒素の抽出ならびに内毒素のそれら菌株のマウス感染に及ぼす影響」『日本細菌学雑誌』第17巻第5号、1962年、364-370頁、doi:10.3412/jsb.17.364。
- 牛場大蔵、北里武次郎、斎藤和久、中野昌康、野村達次「実験チフス症に対する均一な感受性をもつ近交系ハツカネズミの選択育成とその感染実験,第1報,腸炎菌感染後の死亡日数を異にする近交系の確立」『醫學と生物學(速報學術雜誌)』第63巻第1号、醫學生物學速報會、1962年、83-89頁、ISSN 00191604。
- 中野昌康、島村忠勝、内山竹彦、田辺将夫、斎藤 和久「細菌内毒素と網内系機能:(その1) 細菌内毒素の網内系機能促進作用,特にその活性成分について」『日本網内系学会会誌』第12巻第3号、1972年、65-68頁、doi:10.3960/jslrt1961.12.65。
- 「Salmonellaの細胞壁多糖体と感染」『慶應医学』第49巻第3号、1972年、167-176頁、ISSN 03685179。
- 「リポ多糖の免疫学的活性」『蛋白質核酸酵素』、シリーズ名 <細菌毒素研究-最近の歩み;細菌内毒素>別冊、共立出版株式会社、269-282頁、1976年。ISSN 00399450。 NAID 40002329243。 NCID AN00140437。
- 「免疫不全動物を使った細菌感染モデル」『日本細菌学雑誌』第38巻特別、1983年、105-108頁、ISSN 00214930。
- 「感染を防ぐ免疫」『からだの科学』、シリーズ名 <免疫と病気>(特別企画)第143巻、39-44頁、1988年。ISSN 04533038。 NAID 40000520564。 NCID AN00045403。
- 滝竜雄; 中野昌康「マクロファージにおけるアルギニンおよびその代謝産物による抗菌産物による抗菌抗腫瘍作用」『医学のあゆみ』、シリーズ名 <分子レベルにおける免疫系細胞の生体防御機構>第156巻、第3号、194～197頁、1991年。ISSN 00392359。
- 「インターフェロンγによるマクロファージの活性化」『学術月報』第44巻第8号、日本学術振興会、1991年、774～778、ISSN 03872440、NAID 40000450163、NCID AN00038951。
- 白井誠、中野康伸、中野昌康「Ｍｉｃｒｏｃｙｓｔｉｓシアノバクテリアの毒性」『日本細菌学雑誌』第48巻第3号、1993年、511-522頁、doi:10.3412/jsb.48.511。
- 「Th1細胞・Th2細胞と感染防御」『医学のあゆみ』第176巻第3号、医歯薬出版、1996年、171-175頁、ISSN 00392359、NAID 40000117847、NCID AN10289798。
- 切替照雄、新田敏正、中野昌康「エンドトキシンとリンパ網内系」『日本リンパ網内系学会会誌』第38巻第1号、1998年、11-27頁、doi:10.3960/jslrt1997.38.11、NAID 10011348109、NCID AN10289798。
- 「食細胞の免疫へのかかわり」『日本医師会雑誌』、特集 臨床医のための免疫学第123巻、第11号、1723-1727頁、2000年。ISSN 00214493。
- 中野昌康、切替照雄「エンドトキシン研究の過去,現在,将来 (特集 エンドトキシン研究の最近の進歩)」『ICUとCCU』第25巻第5号、2001年、297-304頁、doi:10.3960/jslrt1997.38.11、NAID 40004354059、NCID AN00002091。

## 参考リンク
- 慶應義塾大学医学部三四会 公式サイト
- 自治医科大学医学部感染・免疫学講座細菌学部門 公式サイト
- 日本細菌学会（名誉会員）公式サイト
- 日本リンパ網内系学会（名誉会員）公式サイト
- 日本エンドトキシン･自然免疫研究会（名誉会員）公式サイト
- 大山健康財団 公式サイト
- International Endotoxin and Innate Immunity Society -IEIIS- （Honorary Life Membership） 公式サイト
- International Endotoxin and Innate Immunity Society -IEIIS- 公式サイト（Alois H. Nowotny Award）
- 中野昌康 - KAKEN 科学研究費助成事業データベース
- 日本の研究.com:122952
- 中野昌康、和文原著論文一覧, CiNii
- Nakano Masayasu,  英文原著論文一覧, CiNii

## 関連リンク
- 慶應義塾大学医学部・医学研究科 公式サイト
- 自治医科大学 公式サイト
- 日本細菌学会 公式サイト
- 日本ワックスマン財団 公式サイト
- 日本エンドトキシン･自然免疫研究会 公式サイト
- 国際エンドトキシン・自然免疫学会 公式サイト
- 日本免疫学会 公式サイト